# Ca l'Aixalà
Ca l'Aixalà és un edifici del municipi dels Omellons (Garrigues) que forma part de l'Inventari del Patrimoni Arquitectònic de Catalunya.

## Descripció
És un habitatge familiar situat a l'angle del carrer. La porta principal es troba en un pany de paret molt estret però que es perllonga a la part superior per darrere de la casa veïna. Està feta de carreus ben escairats, d'irregulars dimensions. S'estructura en planta baixa i els tres pisos superiors. La porta d'accés, feta de fusta, és allindanada i a la llinda hi ha un escut molt malmès del que tan sols es veu un medalló ovalat central amb relleus indesxifrables, envoltat de targes i cintes; hi ha també dues cares humanes, a l'extrem superior i a l'inferior respectivament. Els dos primers pisos tenen un balcó i el tercer, una petita finestra. La façana lateral és arrebossada. La coberta de l'edifici és de teula àrab, a dues aigües. La cornisa és de terra cuita decorada. A nivell del segon pis destaca un carreu de la cantonada amb un relleu on hi ha la Verge i el nen que semblen estar dins d'una capelleta. Podria ser un carreu aprofitat d'una construcció anterior.